# Katarzyna Palus
Katarzyna Palus – polska lekarka weterynarii, doktor habilitowany nauk rolniczych, profesor na Uniwersytecie Warmińsko-Mazurskim w Olsztynie, specjalistka od fizjologii zwierząt.

## Kariera naukowa
W 2012 roku na Uniwersytecie Warmińsko-Mazurskim w Olsztynie uzyskała tytuł lekarza weterynarii. W 2015 roku została zatrudniona na tejże uczelni, a w 2016 roku na jej Wydziale Medycyny Weterynaryjnej uzyskała stopień doktora nauk weterynaryjnych na podstawie rozprawy pt. Lokalizacja i kodowanie chemiczne zwojowych neuronów współczulnych zaopatrujących strefę przedodźwiernikową żołądka świni domowej w stanie fizjologicznym i wybranych stanach patologicznych, której promotorem był Jarosław Całka. W 2020 roku ta sama uczelnia nadała jej stopień doktora habilitowanego nauk rolniczych w dyscyplinie weterynarii na podstawie pracy pt. Ocena wpływu niskich i wysokich dawek akrylamidu na neurochemiczny fenotyp neuronów jelitowego układu nerwowego w wybranych odcinkach przewodu pokarmowego świni domowej.